# Ako y el oscuro mundo de Atar
Ako y el oscuro mundo de Atar es un cortometraje animado colombiano dirigido por Iván Acosta Rojas y Edison Augusto Yaya. Fue estrenado en mayo de 2025.

## Sinopsis
Ako, un valiente guerrero indígena dotado de habilidades sobrenaturales otorgadas por sus ancestros, visita a Juanita, una niña con discapacidad pero con una mente brillante. Su misión: pedir su ayuda para liberar a las personas atrapadas en el oscuro y violento mundo gobernado por el temido general Atar. Sin dudarlo, Juanita acepta el reto, y juntos cruzan un portal que los lleva por distintos tiempos y escenarios.

## Producción y estreno
El cortometraje fue dirigido por Iván Acosta Rojas y Edison Augusto Yaya. Acosta Rojas se encargó de escribir el guion y se desempeñó como productor con el apoyo de las compañías Trama A. C., Daga Media Audiovisuales y Alterna Vista. Raphaella de la Cruz y Miyer Pérez aportaron las voces de Juanita y de Ako, respectivamente.
Acosta Rojas afirmó que quiso dar visibilidad a la mitología indígena colombiana, combinándola con las historias de superhéroes: «Aco es un héroe en el sentido clásico: un personaje que lucha contra el mal. No tiene mayores pretensiones. Pero está construido desde lo nuestro: es un enviado de los dioses, de nuestros ancestros, para protegernos». El filme fue producido con animación en formato 3D.
Con una duración de catorce minutos, el filme se estrenó el 17 de mayo de 2025 en la Cinemateca de Bogotá. También hizo parte de la selección oficial del Festival Internacional Cine en las Montañas el mismo año.